# St. Timothei (Klein Lübars)

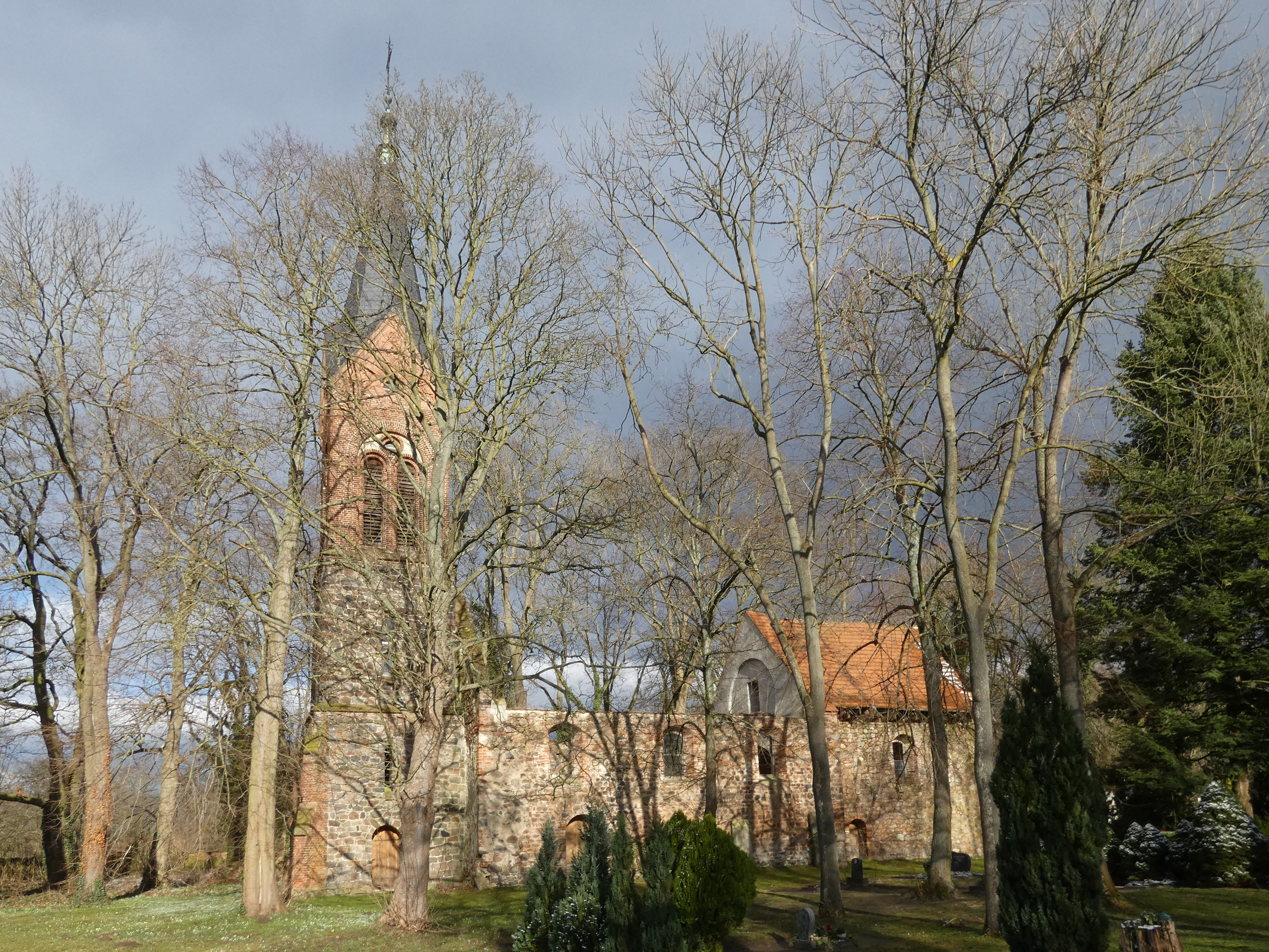
Die Ruine der Kirche St. Timothei in Klein Lübars von Süden

Sankt Timothei ist die Ruine der evangelischen Kirche im Dorf Klein Lübars der Stadt Möckern im Osten des Landes Sachsen-Anhalt. Die schwer beschädigte Saalkirche ist als Kulturdenkmal ausgewiesen und gehört zum Pfarramt Möckern des evangelischen Kirchenkreises Elbe-Fläming der Evangelischen Kirche in Mitteldeutschland.

## Geschichte
Die Klein Lübarser Kirche ist dem Bischof Timotheus geweiht. Es handelt sich um eine spätromanische Feldsteinkirche aus dem 13. Jahrhundert. Im Dreißigjährigen Krieg kam es zu einer ersten Zerstörung des Kirchenbaus. Im Jahr 1721 erfolgte der Wiederaufbau. 1883 wurde neue Innenausmalungen durchgeführt. Der Kirchturm ist 1898 bis 1899 im Stil der Neuromanik errichtet worden. Die untere Hälfte wurde aus Bruchstein, die obere Hälfte aus Klinkern gemauert. Aufgrund von Baufälligkeit wurde St. Timothei in den 1970er Jahren baupolizeilich geschlossen, und in den 1990er Jahren stürzte das Dach des Kirchenschiffes ein. 2001 wurde der beschädigte Turm saniert. In Folge des Winters 2005/2006 stürzte der obere Teil des Triumphbogens ein, wurde jedoch wieder repariert.

## Bauwerk

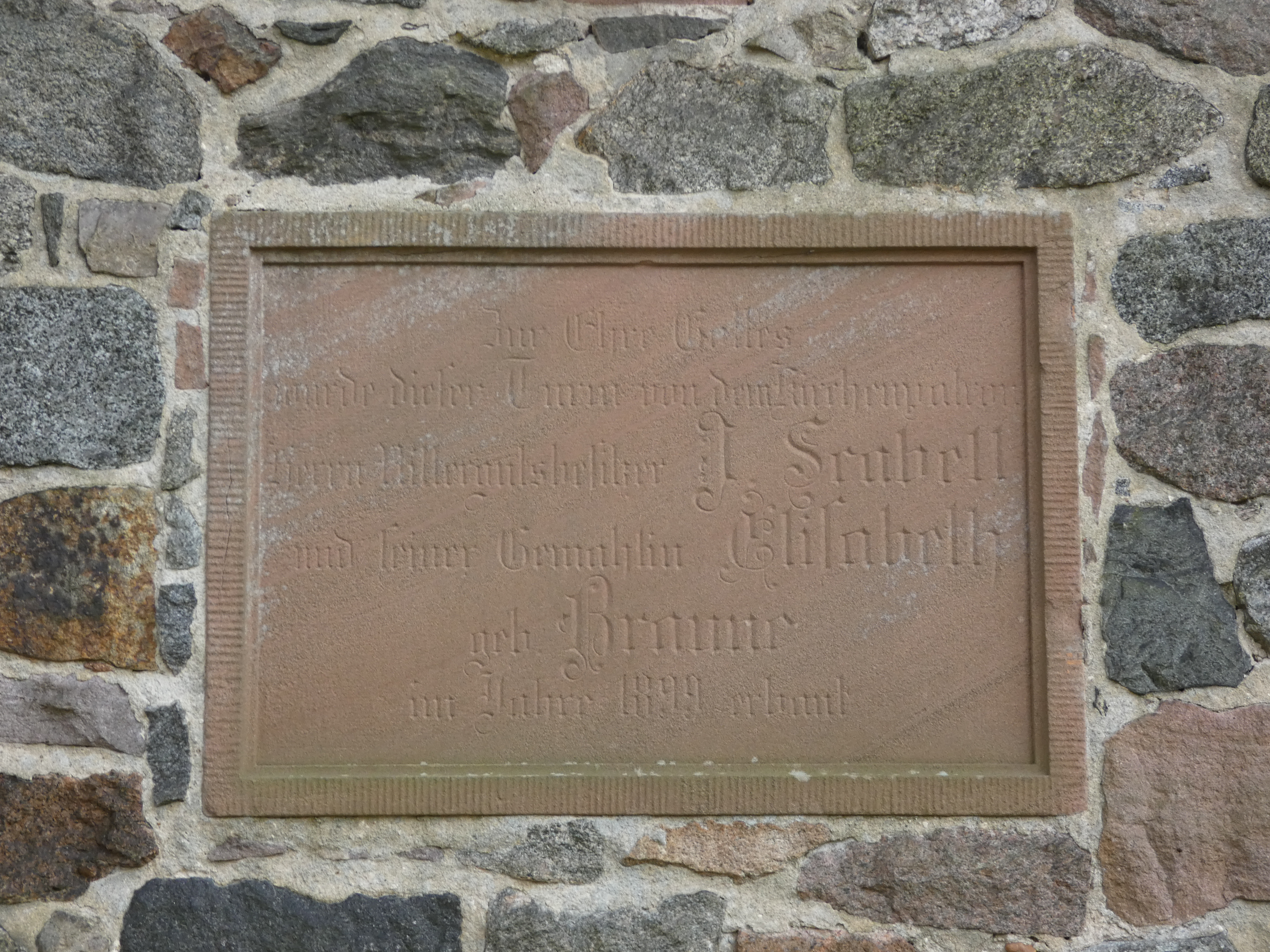
Inschriftenstein zur Errichtung des Westturms

Erkennbar ist die klassische Teilung in zentralem Kirchenschiff, einem gegenüber dem Schiff eingezogenen Chor im Osten und einem Westturm. Der Dachstuhl über dem Schiff ist nach dem Einbruch vollständig zurückgebaut. Die Portale in Schiff, Chor und Turm sind rundbogig erhalten. Weiterhin sind einige zugesetzte Rundbogenfenster und rundbogige Portale erkennbar. Die bestehenden Fenster in Schiff und Chor sind segmentbogig umgestaltet. Am Turm sind in den nord- und südwestlichen Ecken abgestufte Pfeiler aus Klinikern gemauert. Nach Westen ist ein Inschriftenstein ins Mauerwerk eingearbeitet. Die Schallöffnungen für das Kirchengeläut sind neuromanisch rundbogig gestaltet. Über diesen befinden sich kleine Ochsenaugen als lichte Fensteröffnungen. Diese sind in Spitzgiebeln eingearbeitet. Der Turmhelm ist mit schwarzem Schiefer eingedeckt. Die Spitze markieren Turmkugel und Kreuz. Das Dach über dem Chor ist ein Satteldach und mit roten Biberschwänzen eingedeckt.

## Ausstattung
Im Inneren des Kirchenschiffs bestand eine Patronatsloge auf einer Westempore, die nicht mehr vorhanden ist. Ein schlichter Altaraufsatz aus Holz zeigte ein Gemälde des Abendmahls. Ein Grabstein zeigt in figürlicher Darstellung den 1701 verstorbenen J. J. von Thümen. Weitere alte Grabsteine stehen an der Außenwand im Kirchhof.